# College Inżynierii Afeka
College Inżynierii Afeka (hebr. אפקה - המכללה האקדמית להנדסה בתל אביב; ang. Tel-Aviv Academic College of Engineering Afeka) jest college'em w Izraelu. Uczelnia jest położona w osiedlu Ne’ot Afeka w mieście Tel Awiw. W 2010 college zajął 20. miejsce w rankingu izraelskich szkół wyższych.

## Historia
College został założony w 1996. Była to jedna z pierwszych wyższych uczelni w Izraelu, która przyznawała studentom tytuł Bachelor's degree inżynierii.

## Wydziały
College posiada 5 wydziałów: - inżynierię oprogramowania, inżynierię elektryczną i elektroniczną, inżynierię mechaniczną, inżynierię przemysłu oraz inżynierię biomedyczną.
Uczelnia stara się utrzymywać program nauczania jak najbardziej dostosowany do potrzeb przemysłu. Dlatego studenci college'u mają możliwość kształcenia się i uzyskiwania praktyk zawodowych w takich koncernach jak El Al Israel Airlines, WizSoft, Boeing Israel, The Formula Group, Motorola i wielu innych.

## Budynki College'u
W obrębie kampusu uczelni znajdują się dwa budynki z pracowniami i laboratoriami naukowymi.

## Transport
Uczelnia jest położona przy ulicy Benei Ephraim, którą jadąc na północ dojeżdża się do skrzyżowania z ulicą Keren Kayemet Le'Israel. Jadąc nią na zachód dojeżdża się do autostrady nr 20  (Ayalon Highway).